# Ribarska Banja
Ribarska Banja (en serbe cyrillique : Рибарска Бања) est un village de Serbie situé sur le territoire de la Ville de Kruševac, district de Rasina. Au recensement de 2011, il comptait 178 habitants.
Ribarska Banja est une station thermale située sur les monts Jastrebac, à 35 km de Kruševac. Ses eaux thérapeutiques, analysées dès 1834, soignent les traumatismes et les maladies des os et des articulations. La station possède plusieurs sources d’eau chaude dont la température varie de 32 °C à 38 °C

## Démographie

### Évolution historique de la population
| 1948 | 1953 | 1961 | 1971 | 1981 | 1991 | 2002 | 2011 |
| ---- | ---- | ---- | ---- | ---- | ---- | ---- | ---- |
| 115  | 94   | 94   | 238  | 242  | 245  | 277  | 178  |

|  |

## Images du village

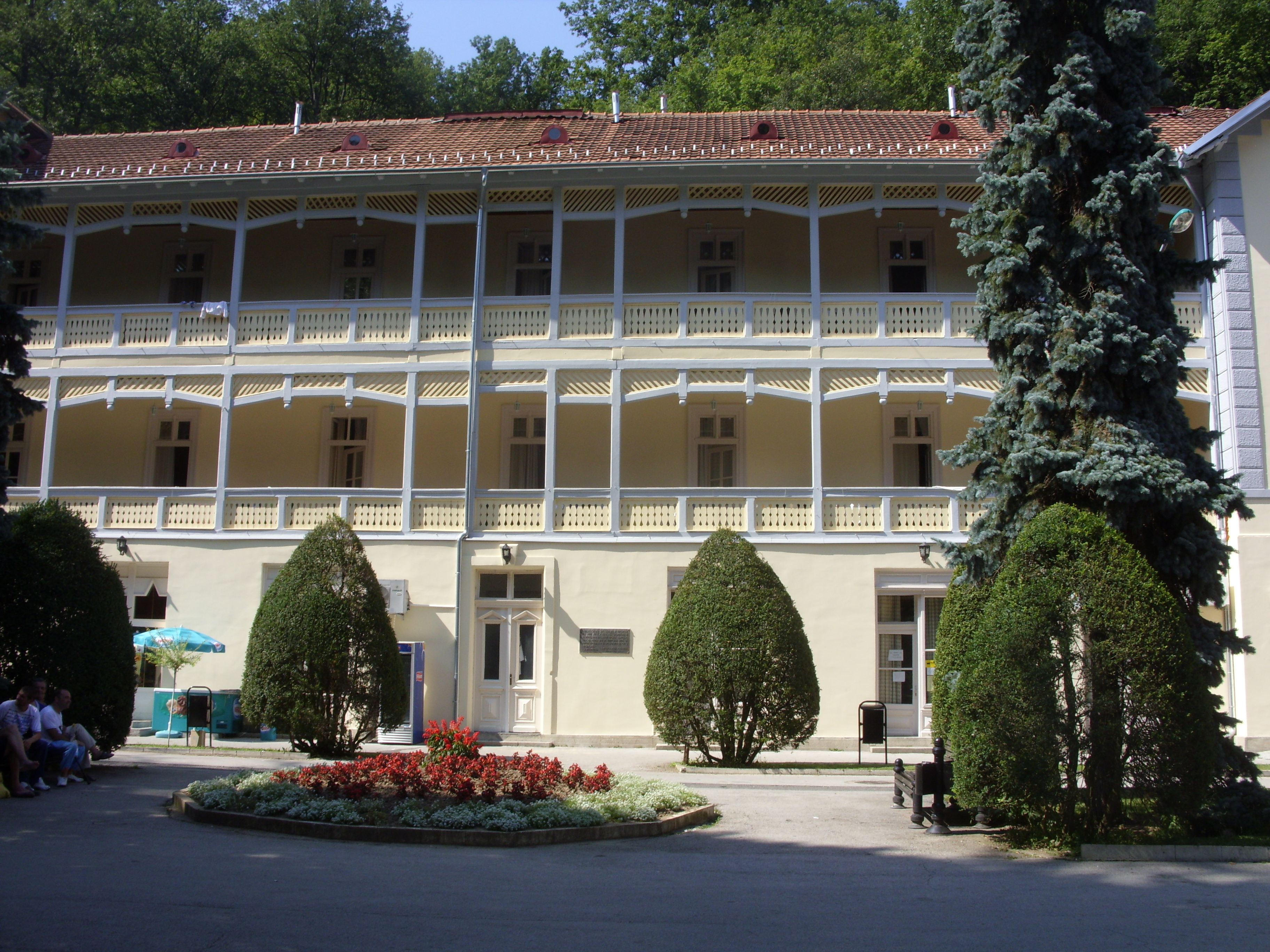
Villa Bosnie
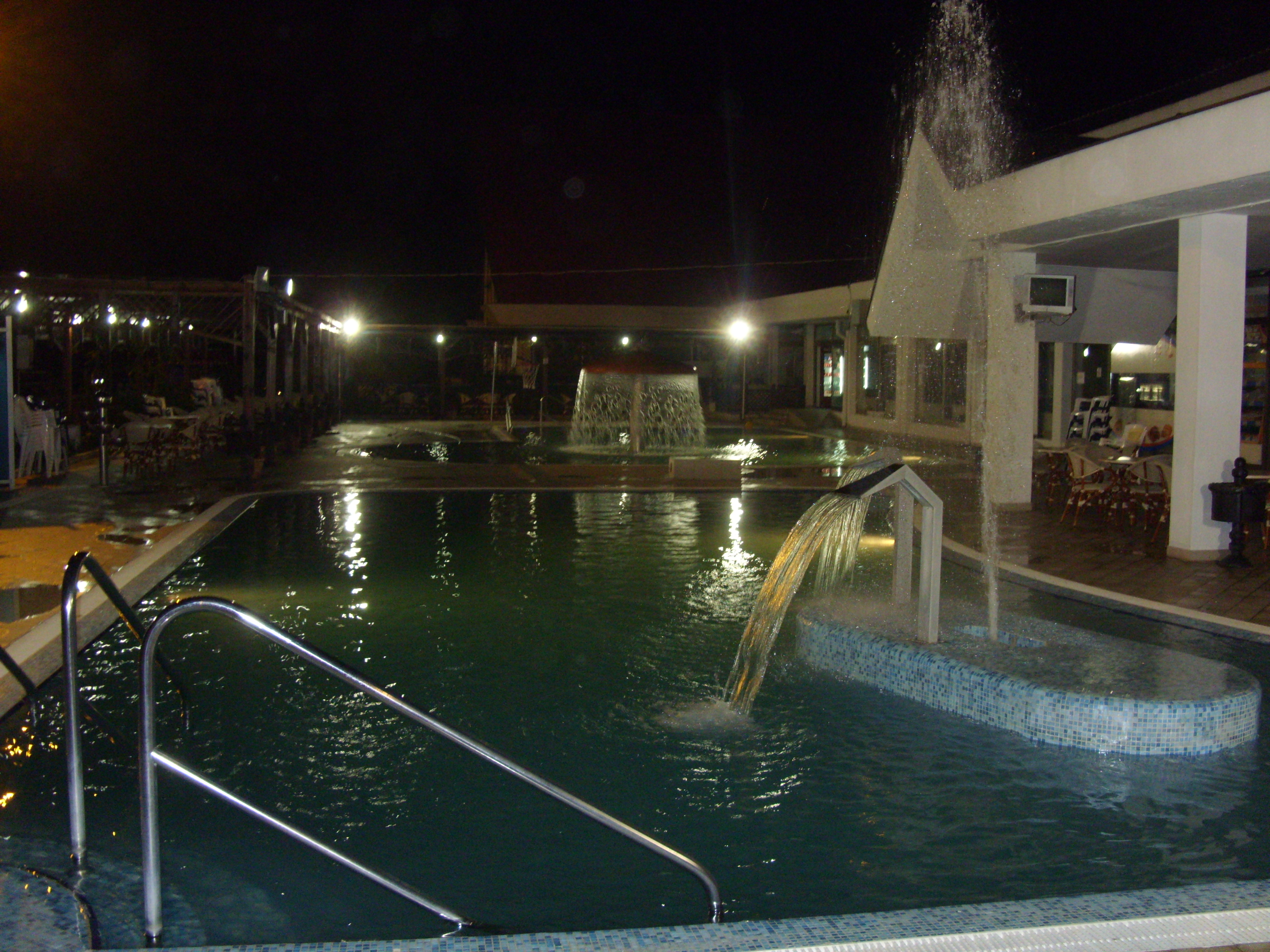
Piscine
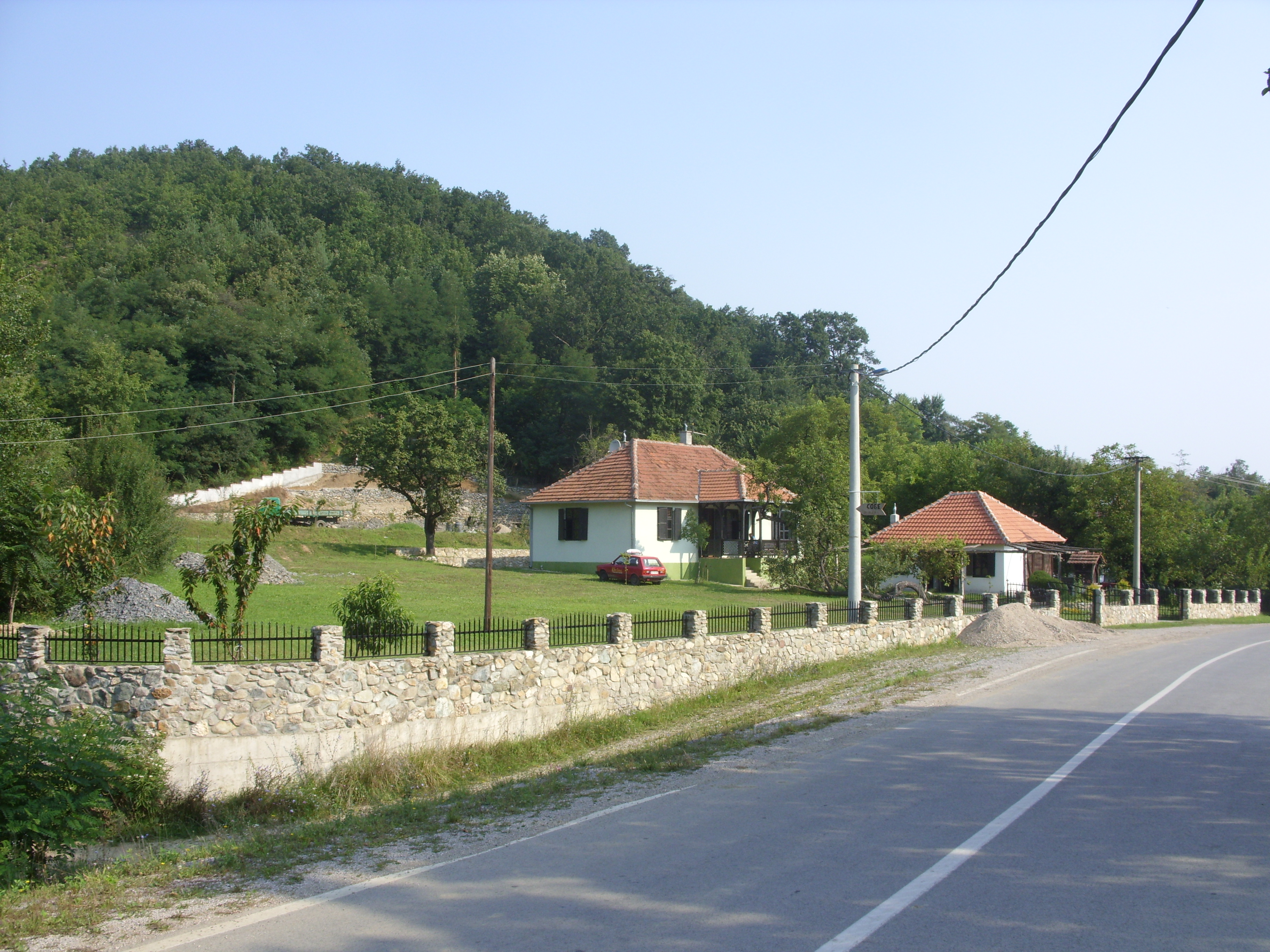